# Robert Kaye Greville
Robert Kaye Greville (ur. 13 grudnia 1794 w Auckland, zm. 4 czerwca 1866 w Edynburgu) – ilustrator, botanik i mykolog.

## Życiorys
Greville urodził się w Auckland na Nowej Zelandii, ale wychował się w Derbyshire, gdzie jego ojciec był anglikańskim proboszczem małej wioski Edlaston i pobliskiej wioski Wyaston. Greville interesował się przyrodą, ale studiował medycynę. Ponieważ nie musiał zarabiać na życie, miał bowiem zapewnione środki utrzymania, zrezygnował ze studiów medycznych i skoncentrował się na przyrodzie – głównie zajmował się mchami i grzybami. W 1816 r. ożenił się. W 1824 roku uzyskał doktorat na  Uniwersytecie w Glasgow. Wygłosił tam wiele wykładów z nauk przyrodniczych.
Greville miał też inne zainteresowania. W 1835 opublikował muzykę fortepianową do kościelnej pieśni napisanej przez ks. W.H. Bathursta. Interesował się abolicjonizmem i karą śmierci. W 1836 r. pełnił funkcję prezesa Botanical Society of Edinburgh. Był członkiem honorowym Royal Irish Academy i Howard Society, a także członkiem korespondencyjnym towarzystw historii naturalnej w Brukseli, Paryżu, Lipsku i Filadelfii. Był sekretarzem Przymierza Sabatu i kompozytorem pieśni kościoła anglikańskiego. Pod koniec życia malował pejzaże.
W 1828 roku dla uczczenia jego osiągnięć Allan Cunningham zmienił nazwę góry Moogerah w Queensland na Mount Greville. Góra ta znajduje się w australijskim parku narodowym Moogerah Peaks National Park.

## Praca naukowa
W 1823 roku rozpoczął ilustrację i publikację czasopisma Scottish cryptogamic flora (Flora roślin zarodnikowych Szkocji). Publikował prace z zakresu botaniki i mykologii aż do śmierci.
Zgromadził zbiory przyrodnicze, które później zakupione zostały przez Uniwersytet Edynburski.
Opisał nowe taksony roślin i grzybów. W ich naukowych nazwach dodawany jest skrót jego nazwiska Grev.